# 비트 벡터
가환대수학에서 비트 벡터 환(Witt vector環, 영어: ring of Witt vectors)은 주어진 가환환 속의 열들의 집합 위에 줄 수 있는 특별한 가환환 구조이다. p진 정수환의 일반화이다.

## 정의
비트 다항식(영어: Witt polynomial)들은 다음과 같은 다항식열이다.
{\displaystyle W_{n}(x_{1},\dots ,x_{n})=\sum _{d\mid n}dx_{d}^{n/d}\in \mathbb {Z} [x_{1},x_{2},\dots ,x_{n}]\qquad \forall n\in \mathbb {Z} ^{+}}
가환환 {\displaystyle R}가 주어졌을 때, {\displaystyle R} 속의 열의 집합 {\displaystyle R^{\mathbb {Z} ^{+}}} 위에 다음과 같은 자기 함수를 정의할 수 있다.
{\displaystyle W_{n,R}\colon R^{\mathbb {Z} ^{+}}\to R^{\mathbb {Z} ^{+}}}
{\displaystyle W_{R}\colon (r_{1},r_{2},\dots )\mapsto \left(W_{1}(r_{1}),W_{2}(r_{1},r_{2}),W_{3}(r_{1},r_{2},r_{3}),\dots \right)}
그렇다면, 다음 두 조건을 만족시키는 다항식들
{\displaystyle p^{(i)}\in \mathbb {Z} [x_{1},\dots ,y_{1},y_{2},\dots ]\qquad \forall i\in \mathbb {Z} ^{+}}
{\displaystyle s^{(i)}\in \mathbb {Z} [x_{1},\dots ,y_{1},y_{2},\dots ]\qquad \forall i\in \mathbb {Z} ^{+}}
이 유일하게 존재한다.
- {\displaystyle {\vec {w}}+{\vec {w}}'=(s^{(1)}({\vec {w}},{\vec {w}}'),s^{(2)}({\vec {w}},{\vec {w}}'),\dots )} 및 {\displaystyle ({\vec {w}})({\vec {w}}')=(p^{(1)}({\vec {w}},{\vec {w}}'),p^{(2)}({\vec {w}},{\vec {w}}'),\dots )}를 정의하였을 때, {\displaystyle R^{\mathbb {Z} ^{+}}}은 환을 이룬다. 이 환을 {\displaystyle \operatorname {WittVector} (R)}이라고 하자.
- {\displaystyle W\colon \operatorname {WittVector} (R)\to R^{\mathbb {Z} ^{+}}}는 환 준동형을 이룬다. 여기서 정의역은 위에서 정의한 환 구조이며, 공역 {\displaystyle R^{\mathbb {Z} ^{+}}}은 가환환 {\displaystyle R}의 가산 무한 개 직접곱이다.

이 가환환을  {\displaystyle R} 계수의 비트 벡터 환(영어: ring of Witt vectors with coefficients in {\displaystyle R})이라고 한다.
비트 벡터 환은 가환환의 범주 위의 자기 함자를 이룬다.
{\displaystyle \operatorname {WittVector} \colon \operatorname {CRing} \to \operatorname {CRing} }

### p-비트 벡터
가환환 {\displaystyle R}와 집합
{\displaystyle 1\in S\subseteq \mathbb {Z} ^{+}}
이 다음 조건을 만족시킨다고 하자.
{\displaystyle d\mid n,\;n\in S\implies d\in S}
(즉, {\displaystyle S}는 약수에 대하여 닫혀 있다고 하자.) 그렇다면, 비트 벡터 환의 환 준동형
{\displaystyle W\colon \operatorname {WittVector} (R)\to R^{\mathbb {Z} ^{+}}}
에서, 아이디얼
{\displaystyle R^{S}\subseteq R^{\mathbb {Z} ^{+}}}
의 원상
{\displaystyle W^{-1}(R^{S})=\operatorname {WittVector} _{p}(R)\subseteq \operatorname {WittVector} (R)}
을 생각하자. 이 역시 곱셈에 대하여 가환환을 이루며, 이를 {\displaystyle R} 계수의 {\displaystyle S}-비트 벡터 환(영어: ring of {\displaystyle S}-Witt vectors with coefficients in {\displaystyle R})이라고 한다. (그러나 이는 {\displaystyle \operatorname {WittVector} (R)}의 항등원을 포함하지 않으므로, {\displaystyle \operatorname {WittVector} (R)}의 부분환이 아니다.) 그 위에는 마찬가지로 환 준동형
{\displaystyle (W_{i})_{i\in S}\colon \operatorname {WittVector} _{S}(R)\to R^{S}\cong R^{\mathbb {Z} ^{+}}}
이 존재한다. 이들 역시 다음과 같은 자기 함자를 정의한다.
{\displaystyle \operatorname {WittVector} _{S}\colon \operatorname {CRing} \to \operatorname {CRing} }
특히, 소수 {\displaystyle p}에 대하여, {\displaystyle S=\{1,p,p^{2},p^{3},\dots \}}일 경우를 {\displaystyle R} 계수의 {\displaystyle p}-비트 벡터 환(영어: ring of {\displaystyle p}-Witt vectors with coefficients in {\displaystyle R})이라고 한다. 또한, 소수 {\displaystyle p} 및 양의 정수 {\displaystyle n}에 대하여, {\displaystyle S=\{1,p,p^{2},\dots ,p^{n}\}}일 경우를 {\displaystyle R} 계수의 길이 {\displaystyle n}의 {\displaystyle p}-비트 벡터 환(영어: ring of {\displaystyle p}-Witt vectors of length {\displaystyle n} with coefficients in {\displaystyle R})이라고 한다.
구체적으로, p-비트 벡터의 연산은 다음과 같다.
{\displaystyle {\vec {r}}+{\vec {s}}=\left(r_{0}+s_{0},r_{1}+s_{1}+(r_{0}^{p}+s_{0}^{p}-(r_{0}+s_{0})^{p})/p,\dots \right)}
{\displaystyle {\vec {r}}{\vec {s}}=\left(r_{0}s_{0},r_{0}^{p}s_{1}+s_{1}r_{0}^{p}+pr_{1}s_{1},\dots \right)}

## 성질
{\displaystyle S}-비트 벡터 환 위의 표준적 환 준동형
{\displaystyle W_{S}\colon \operatorname {WittVector} _{S}(R)\to R^{S}}
및 유일한 환 준동형
{\displaystyle \iota \colon \mathbb {Z} \to R}
을 생각하자.
- 만약 {\displaystyle \iota (S)\subseteq R^{\times }}이라면 (즉, {\displaystyle S}의 모든 원소들이 {\displaystyle R}에서 가역원이라면), {\displaystyle W_{S}}는 전단사 함수이다.
- 만약 {\displaystyle \iota (S)\subseteq R}가 모두 영인자가 아니라면, {\displaystyle W_{S}}는 단사 함수이다.

가환환 {\displaystyle R} 위의 비트 벡터 {\displaystyle \operatorname {WittVector} (R)=\operatorname {WittVector} _{\mathbb {Z} ^{+}}(R)}는 표준적으로 람다 환의 구조를 갖는다.

## 예
만약 {\displaystyle S=\{1\}}일 경우, {\displaystyle \operatorname {WittVector} _{\{1\}}(R)\cong R}이다.

### p진 정수
소수 {\displaystyle p}에 대하여, 유한체 {\displaystyle \mathbb {F} _{p}} 위의 {\displaystyle p}-비트 벡터 환은
{\displaystyle p}진 정수환 {\displaystyle \mathbb {Z} _{p}}과 동형이다.
구체적으로,
{\displaystyle p}진 정수환 {\displaystyle \mathbb {Z} _{p}}의 타이히뮐러 대표원의 집합은 0 및 {\displaystyle \mathbb {Z} _{p}} 속의 1의 {\displaystyle p}제곱근 가운데 1이 아닌 것들로 구성된다.
{\displaystyle \{0\}\cup \{x\in \mathbb {Z} _{p}\colon x^{p}=x\neq 1\}}
(이들은 헨젤 보조정리에 의하여 항상 존재한다.) 몫환 사영 사상
{\displaystyle f\colon \mathbb {Z} _{p}\to \mathbb {Z} _{p}/(p)\cong \mathbb {F} _{p}}
아래
{\displaystyle f|_{\{0\}\cup \{x\in \mathbb {Z} _{p}\colon x^{p}=x\neq 1\}}\colon \{0\}\cup \{x\in \mathbb {Z} _{p}\colon x^{p}=x\neq 1\}\to \mathbb {F} _{p}}
는 전단사 함수를 이루며, 따라서 타이히뮐러 대표원들의 집합은 유한체 {\displaystyle \mathbb {F} _{p}}로 여길 수 있다. 타이히뮐러 대표원들을 사용하여, 모든 {\displaystyle p}진 정수는 다음과 같은 형식적 멱급수로 나타낼 수 있다.
{\displaystyle a_{0}+a_{1}p+a_{2}p^{2}+\cdots \qquad (a_{i}\in \{0\}\cup \{x\in \mathbb {Z} _{p}\colon x^{p}=x\neq 1\}\forall i\in \mathbb {N} )}
그렇다면, {\displaystyle p}진 정수의 합과 곱은 비트 벡터의 합과 곱으로 주어진다.

## 역사
에른스트 비트가 1936년에 아르틴-슈라이어-비트 이론(표수 {\displaystyle p>0}의 체 위의 {\displaystyle p^{n}}차 순환 확대의 이론)을 전개하기 위하여 도입하였다.